# フラットアイアンビルディング
フラットアイアンビルディング (Flatiron Building) は、アメリカ合衆国ニューヨーク市マンハッタン区5番街にある、高層ビルである。フラービル (Fuller Building) とも呼ばれる。

## 概要
フラットアイアンビルは1902年に竣工し、現存するニューヨークのビルの中でも古い歴史を持つ。高さ87mの22階建てで、完成当時はニューヨークでも最も高い建築物のひとつだった。ちなみに、当時のニューヨークかつ世界で一番高いビルはパークロウビル であった。
（「フラットアイアンビルは完成当時高さ世界一だった」としばしば勘違いされるが、実際には、1899年に完成した119.2mのパークロウビルの方が高く、フラットアイアンビルは一度も世界一になったことはない。世界一高いビルの変遷も参照のこと。）
ビルディングは、三角形の珍しい形で建築様式も古く、人気が高い。最も細いところでは1メートル弱しかない。設計はダニエル・バーナムによる。ニューヨークで最も古い摩天楼と呼ばれることもある。
「フラットアイアン」という名前は、鋳鉄製の衣類用アイロンに似ていることに由来している。
所在地は、ニューヨーク市マンハッタン区5番街175号で、完成当時は14丁目より北では一番高いビルであった。このビルの場所は5番街、ブロードウェイおよび22丁目の三つの通りで囲まれた三角地帯となっており、23丁目が三角形の北の頂点を削っている。マジソンスクエアパークのすぐ南、en:Ladies' Mile Historic Districtの北端に位置している。
この特徴的なビルはニューヨークの象徴の一つとなり、ビル付近の一帯はフラットアイアン地区と呼ばれるようになった。このビルは1966年にニューヨーク市指定歴史建造物に指定され、1979年にアメリカ合衆国国家歴史登録財に登録され、1989年にはアメリカ合衆国国定歴史建造物に指定された。

## ギャラリー

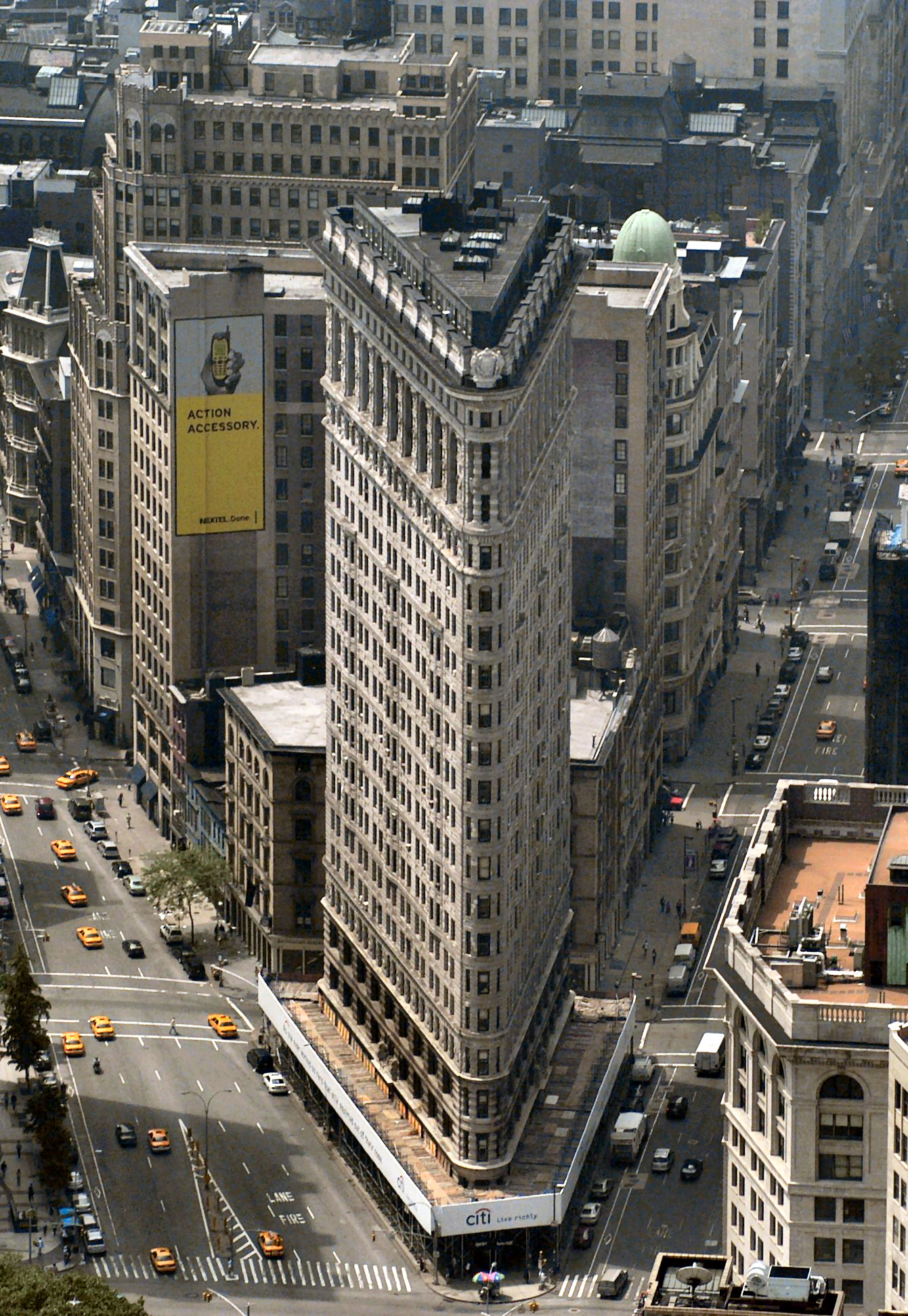
2004年撮影のビルディング
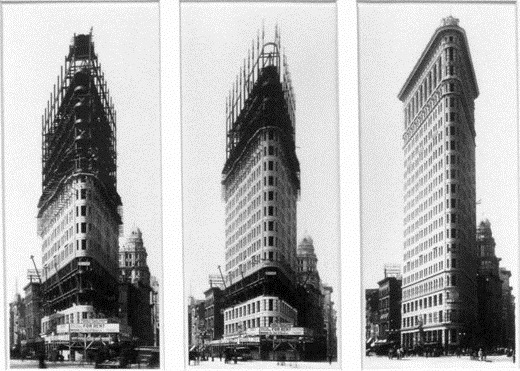
建設過程
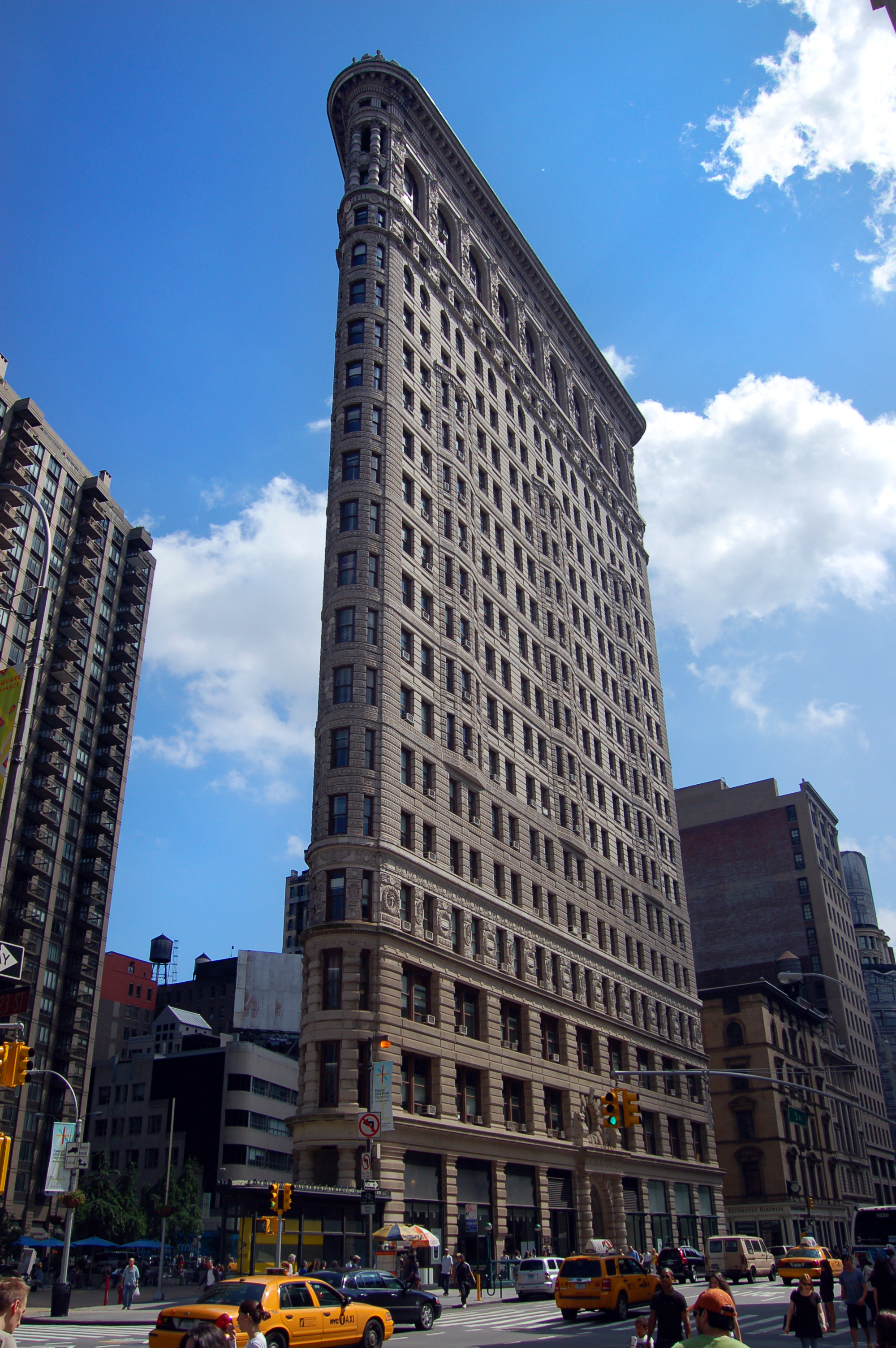
横側
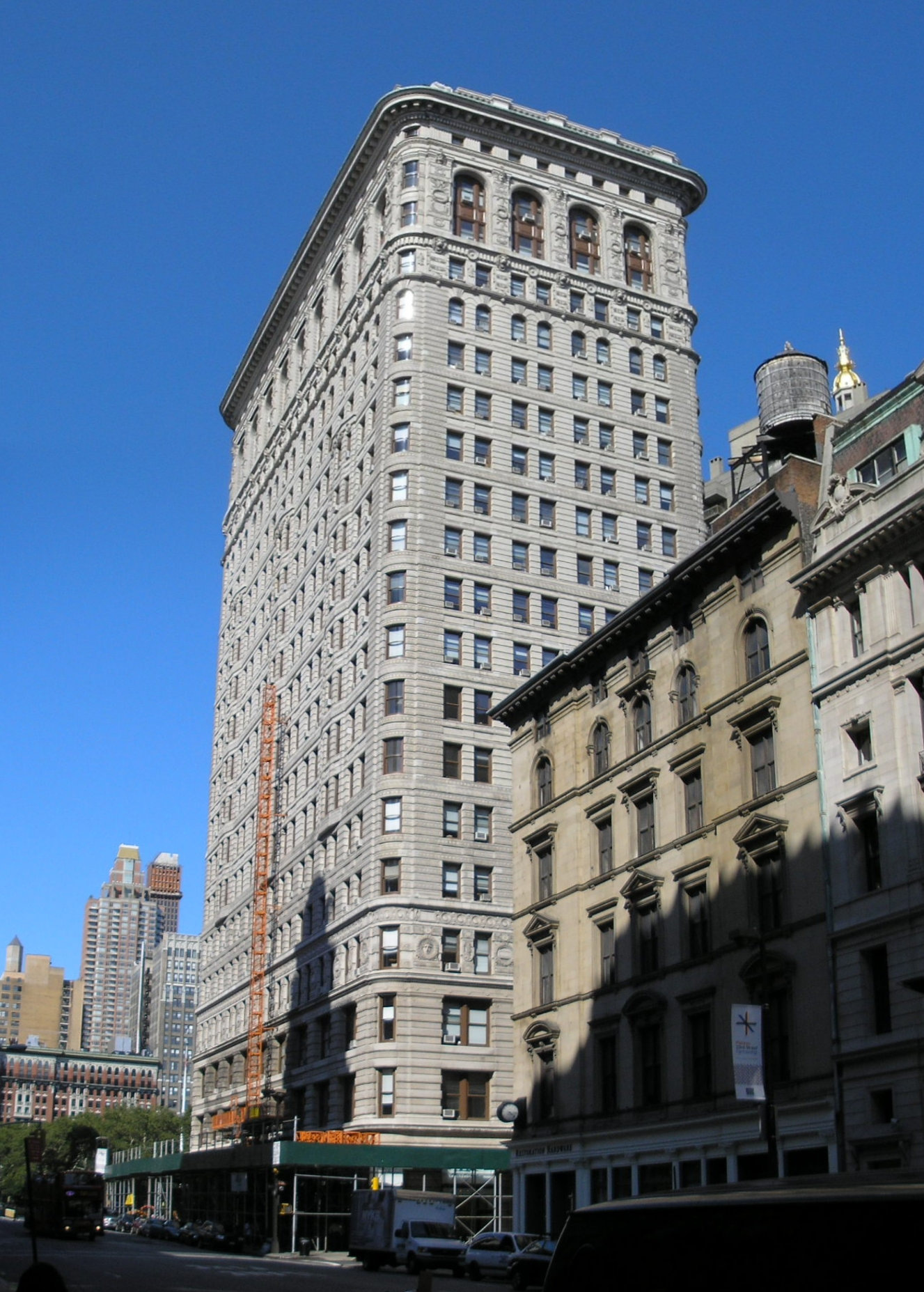
後ろ側
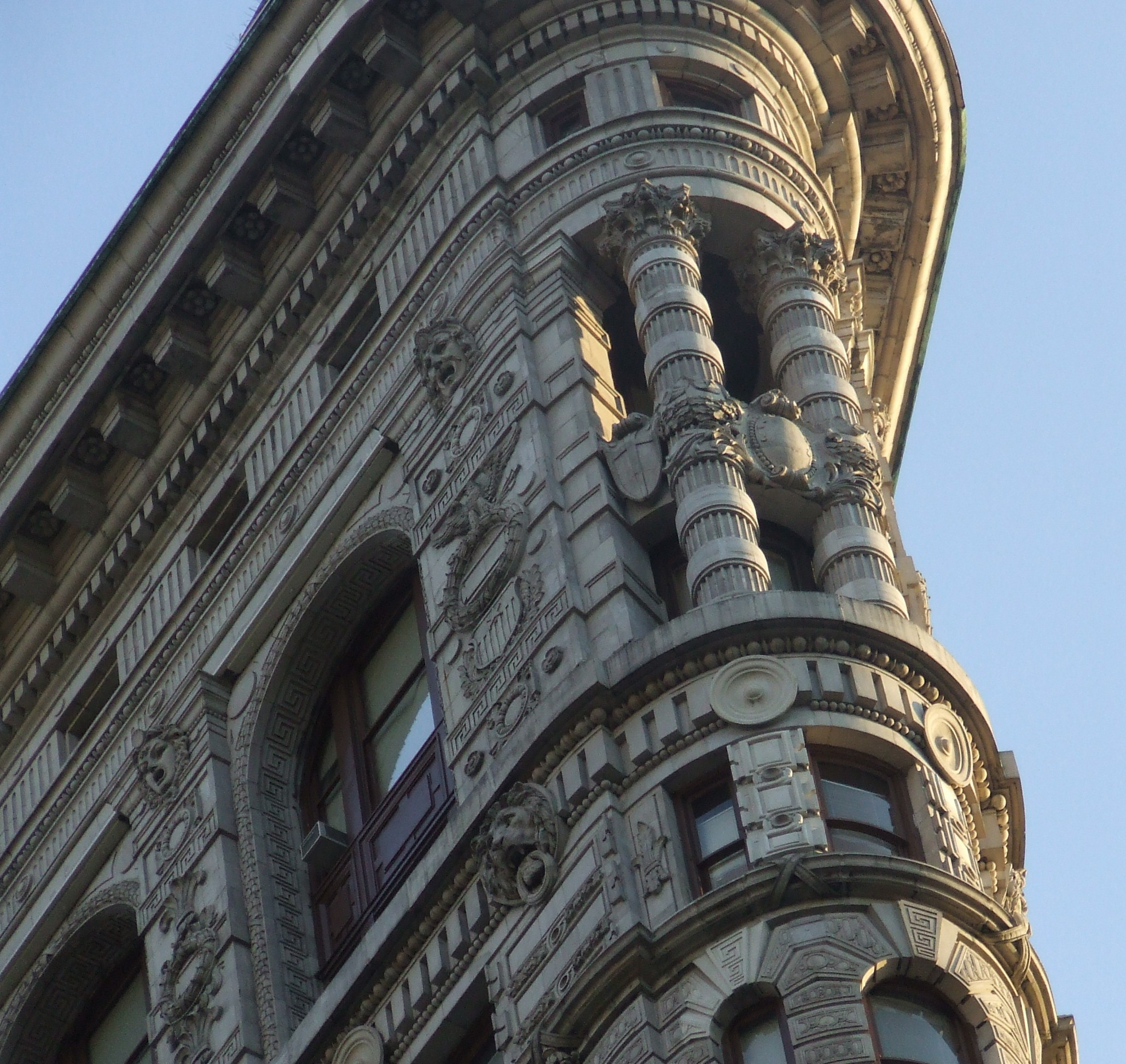
頂点
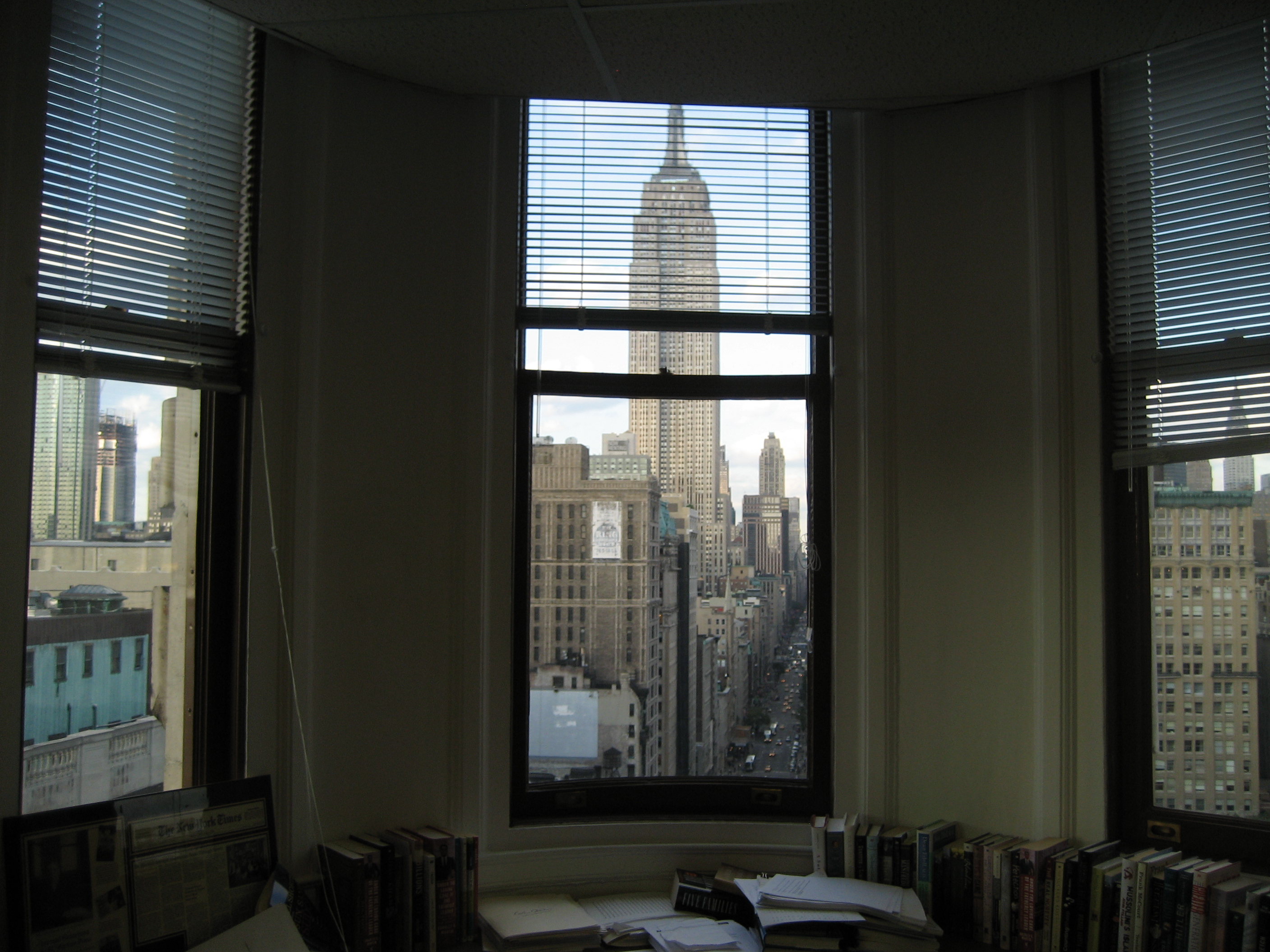
中から眺め
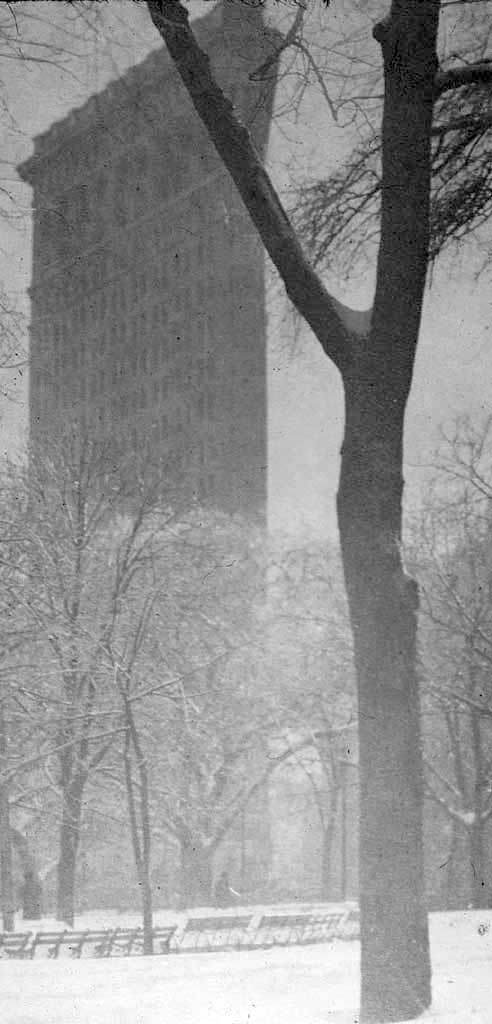
スティーグリッツによる1903年の撮影。サダキチ・ハートマンの解説とともに『カメラ・ワーク』誌に発表された。
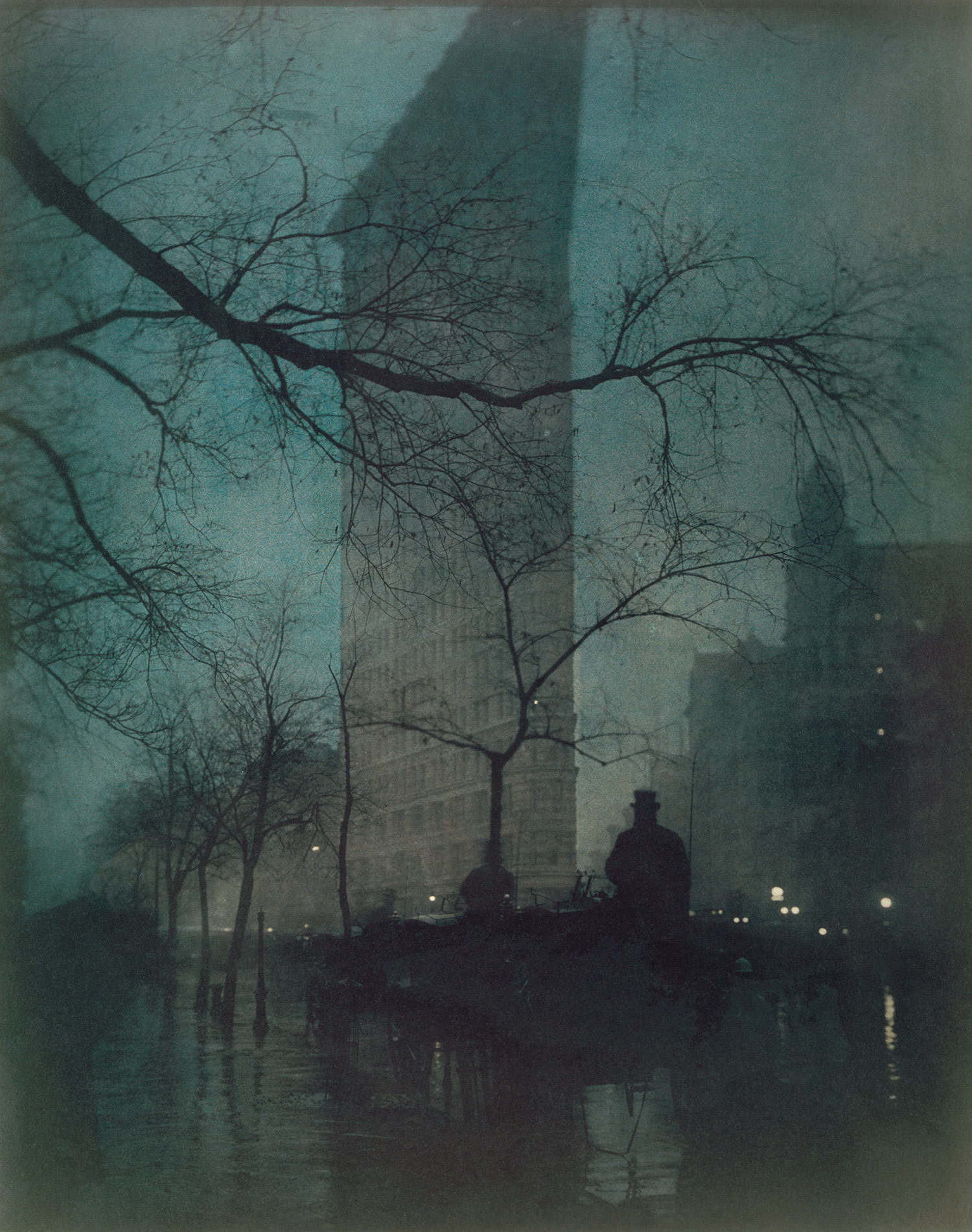
スタイケンによる1904年の撮影。左のスティーグリッツ作品へのオマージュとして撮影された。